# Sulop
Sulop  es un municipio filipino de tercera categoría, situado en la parte sudeste de la isla de Mindanao. Forma parte de  la provincia de Dávao del Sur situada en la Región Administrativa de Dávao (en cebuano Rehiyon sa Davao), también denominada Región XI. Para las elecciones está encuadrado en el Segundo Distrito Electoral.

## Barrios
El municipio  de Sulop se divide, a los efectos administrativos, en 25 barangayes o barrios, conforme a la siguiente relación:
| - Balasinon - Buguis - Carre - Clib - Harada Butai | - Katipunan - Kiblagon - Labon - Laperas - Lapla | - Litos - Luparán - Mckinley - Nueva Cebú - Osmeña | - Palili - Parame - Población - Roxas - Solongvale | - Tagolilong - Tala-o - Talas - Tanwalang - Waterfall |

## Historia
El actual territorio de la provincia de Dávao del Sur  fue parte de la provincia de Caraga durante la mayor parte del Imperio español en Asia y Oceanía (1520-1898).
A principios del siglo XIX  una ola de inmigrantes de la región de Visayas, en su mayoría de Cebú, llegó a este barrio de Padada. La isla de Mindanao se hallaba dividida en siete distritos o provincias.
El 24 de abril de 1958 fue creado este nuevo municipio.
En 1967, la provincia de Dávao se divide en tres provincias: Dávao del Norte, Dávao del Sur y Dávao Oriental.